# Бужинський Володимир Мар'янович
Володимир Мар'янович Бужинський (29 квітня 1900, м. Перемишль — 17 липня 1970, Гливиці) — польський вчений, професор Львівського політехнічного інституту.

## З життєпису
Володимир Бужинський народився 29 квітня 1900 року в Перемишлі, у польській родині вчителя гімназії. У 1918 році закінчив гімназію імені Словацького в Перемишлі.
У 1919—1925 роках навчався на факультеті дорожнього і водного будівництва Львівської політехніки, який закінчив 1925 р. з дипломом інженера та відзнакою «відмінно».
У 1928 р. на цьому ж факультеті захистив дисертацію на тему: «Огляд гіпотез опору» і здобув ступінь доктора технічних наук.
З листопада 1928 р. по березень 1929 р. був у творчому відрядженні до університету в м. Геттінген, Німеччина та політехнічного інституту у Цюриху, Швейцарія.
З 1928 р. почав викладацьку роботу у Львівській політехніці з механіки і опору матеріалів.
З 1930 р. був призначений на посаду виконувача обов'язків професора.
У 1933 р. захистив габілітаційну роботу «Розкладання потенціалу пружності», отримав звання доцента в галузі механіки.
З 1934 р. — завідувач кафедри опору матеріалів, а 1938 р. виконував обов'язки декана енергомашинобудівного факультету.
1939 р. обраний членом Академії технічних наук у Варшаві. За радянської влади був призначений заступником директора інституту, одночасно залишаючись завідувати кафедрами опору матеріалів та гідромеханіки.

## Сім'я
Дружина — Бужинська-Валькович Ірина Станіславівна. Сини Мацей та Яцик.

## Науковий доробок
Серед наукових здобутків 20 праць, підготував курс лекцій з технічної механіки і опору матеріалів. Серед праць:
1. O dwóch twierdzeniach minimalnych teorji sprężystości i zastosowaniu ich do rozwiązań przybliżonych / Włodzimierz Burzyński. — Odbitka z "Czasopisma technicznego", 1933 r. — Lwów, 1933. — 48 s.
2. Most łukowy żelbetowy na Sole w Tresnej-Czernichowie / Włodzimierz Burzyński. — Lwów: Zaklad Graficzny "DRUKPRASA", 1936. — 19 s. — Odbitka z czasopisma "Cement", 1936 r. Nr. 3, 4, 6.
3. Mechanika ukladow odksztalcalnych / Burzynski Wlodzimierz. — Gliwice: WPS, 1978. — 289 s.: il. — (Zeszyty Naukowe. z. 64. Energetyka / Politech. Slaska; nr 542)
4. Dziela wybrane. T. 1 / Burzynski Wlodzimierz; Pol. Akad. Nauk. — Warszawa: Panst. Wydaw. Naukowe, 1982. — 303 s.: il.
5. Dziela wybrane. T. 2 / Burzynski Wlodzimierz; Pol. Akad. Nauk. — Warszawa: Panst. Wydaw. Naukowe, 1982. — 443 s.: il.